# Gyűrűs pohók
A gyűrűs pohók (Malacosoma neustria) a szövőlepkefélék családjába tartozó, Eurázsiában és Észak-Afrikában honos, fákon, cserjéken élő éjszakai lepkefaj. 

## Megjelenése
A gyűrűs pohók szárnyfesztávolsága a hímek esetében 1,5-3 cm; a nőstényeknél 3,5-4 cm. Teste többnyire sárga, ritkábban vörösbarna vagy barna. A hímek szárnyai rövidek és szélesek, a nőstényeké nyújtottabb. A nőstények potroha jóval nagyobb, vaskosabb; alapszínük is többnyire sötétebb. A szárnyak alapszíne a testéhez hasonló, az elülső szárny általában kissé sötétebb, mint a hátulsó. Az elülső szárnyon széles, sötétebb árnyalatú keresztsáv húzódik, amelynek szélét kontrasztos sötét vagy világos vonal hangsúlyozza. A szárnyak fonákja a felső oldalhoz hasonlít, de gyakran rajzosabb. A rojt az alapszínnél kissé sötétebb, az elülső szárnyak csúcsánál ás közepénél egy-egy szakaszon fehéres. 
Petéje tojásdad, kezdetben világosszürke vagy barnászöld, később megsötétedik. A nőstény a vékonyabb szárakra, gallyakra körben, többsoros gyűrű formájában rakja le őket. 
Hernyója kék, narancssárga és fekete csíkos, a háta közepén keskeny fehér csík húzódik. Bábja feketés, rövid szőrzet fedi.

### Hasonló fajok
A kutyatejpohók hasonlít hozzá.  

## Elterjedése
Eurázsiában (a Brit-szigetektől Japánig) és Észak-Afrikában honos. Magyarországon az egész országban megtalálható, gyakori faj, északkeleten tömegesen is előfordulhat. 

## Életmódja
Bokrokban gazdag erdőkben, cserjésekben, ártéri erdőkben, erdőszéleken, utak mentén, gyümölcsösökben fordul elő.   
Évente egy nemzedéke nő fel, imágóit májustól júliusig lehet látni. Éjjel aktívak, a mesterséges fény vonzza őket. A pete telel át. A kora tavasszal kikelő hernyók magányosan vagy közös szövedékben táplálkoznak, különböző rózsaféle cserjék (kökény, galagonya, málna, szeder, vadkörte, stb.), gyümölcsfák (szilva, körte, alma, cseresznye, meggy, stb.) vagy más lombos fák (tölgy, nyár, nyír, hárs, fűz) leveleit rágja. Időnként tömegesen lép fel és a fákat, bokrokat tarra rágja, a gyümölcsösökben ilyenkor nagy károkat okozhat. A kifejlett hernyó a lombkoronában, levelek közt szőtt sárga vagy szürkés gubójában bábozódik be.  
Magyarországon nem védett.

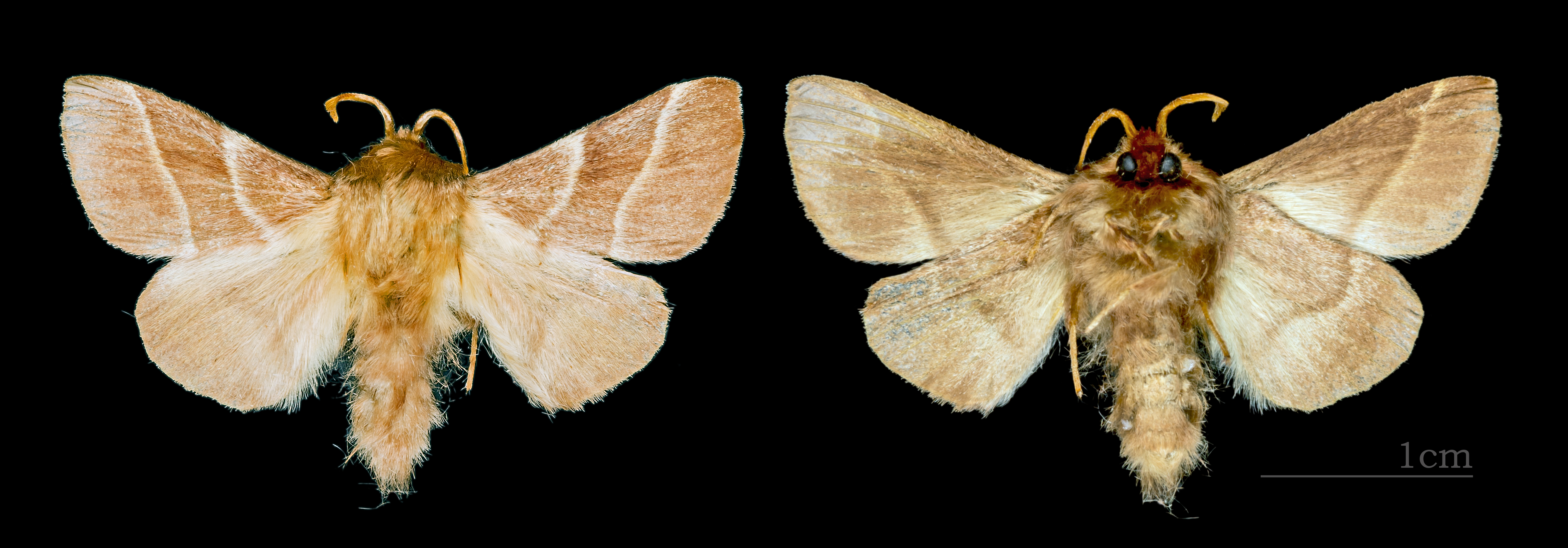
Hím
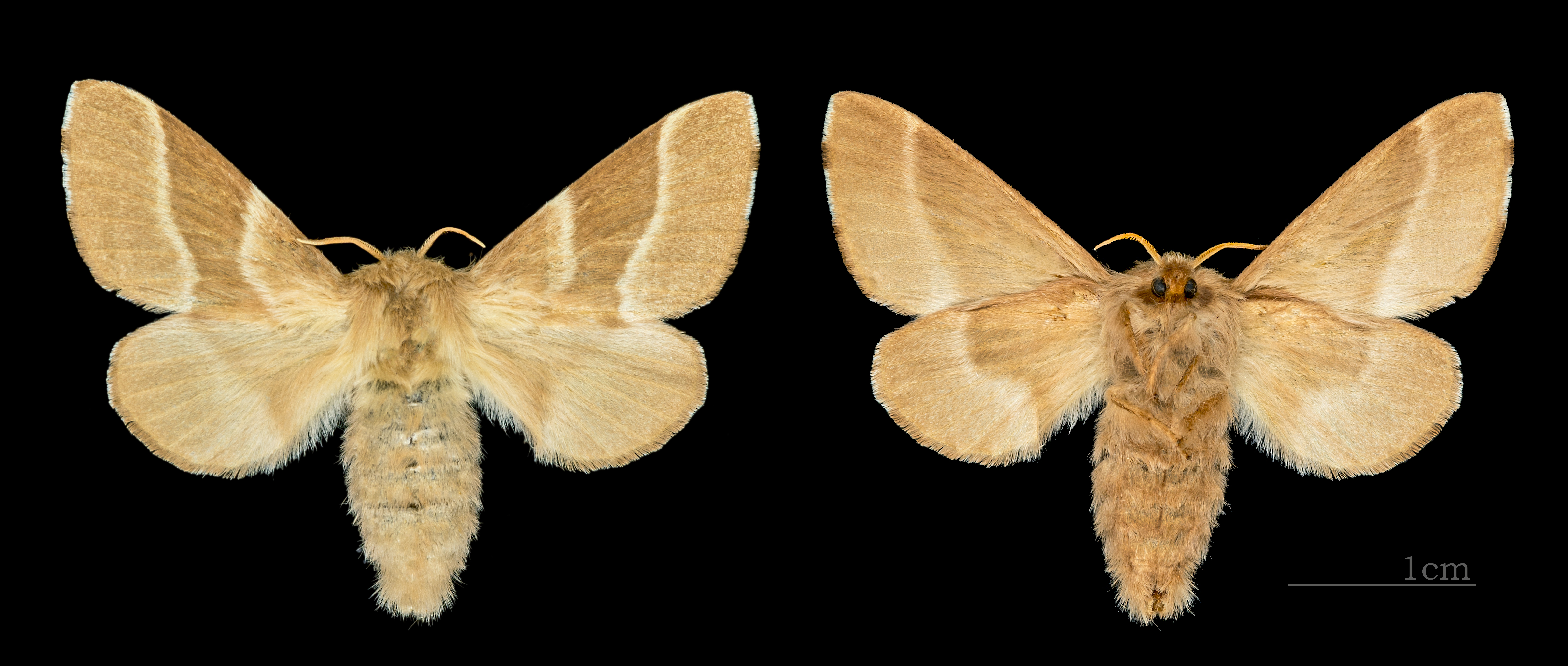
Nőstény
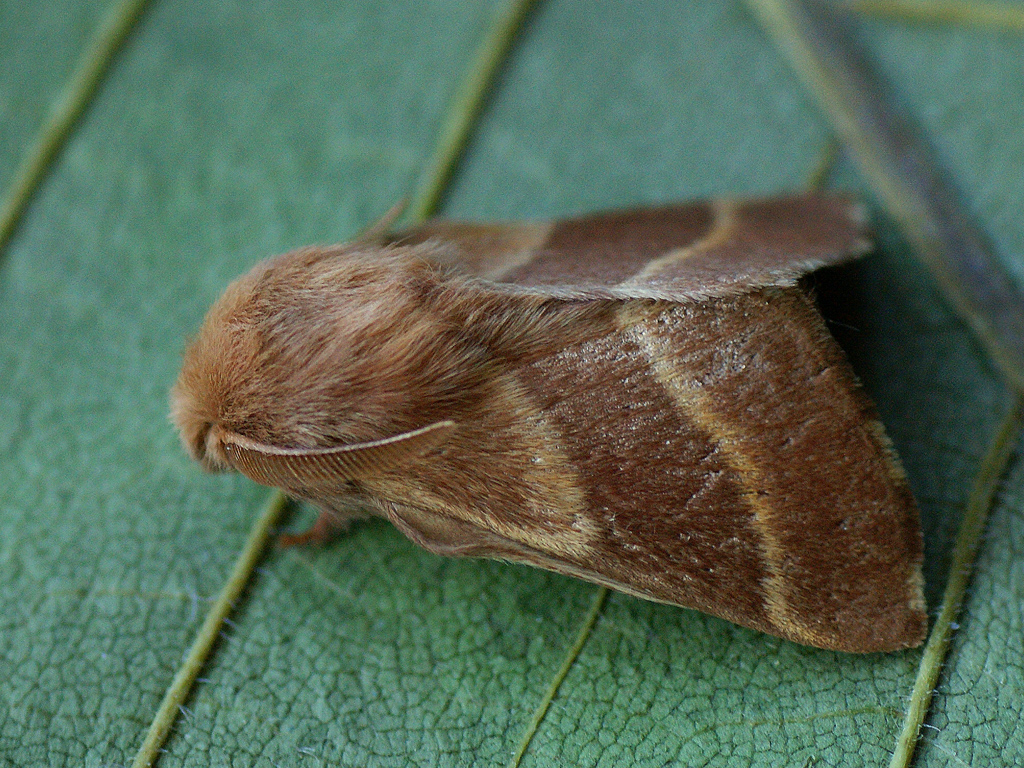
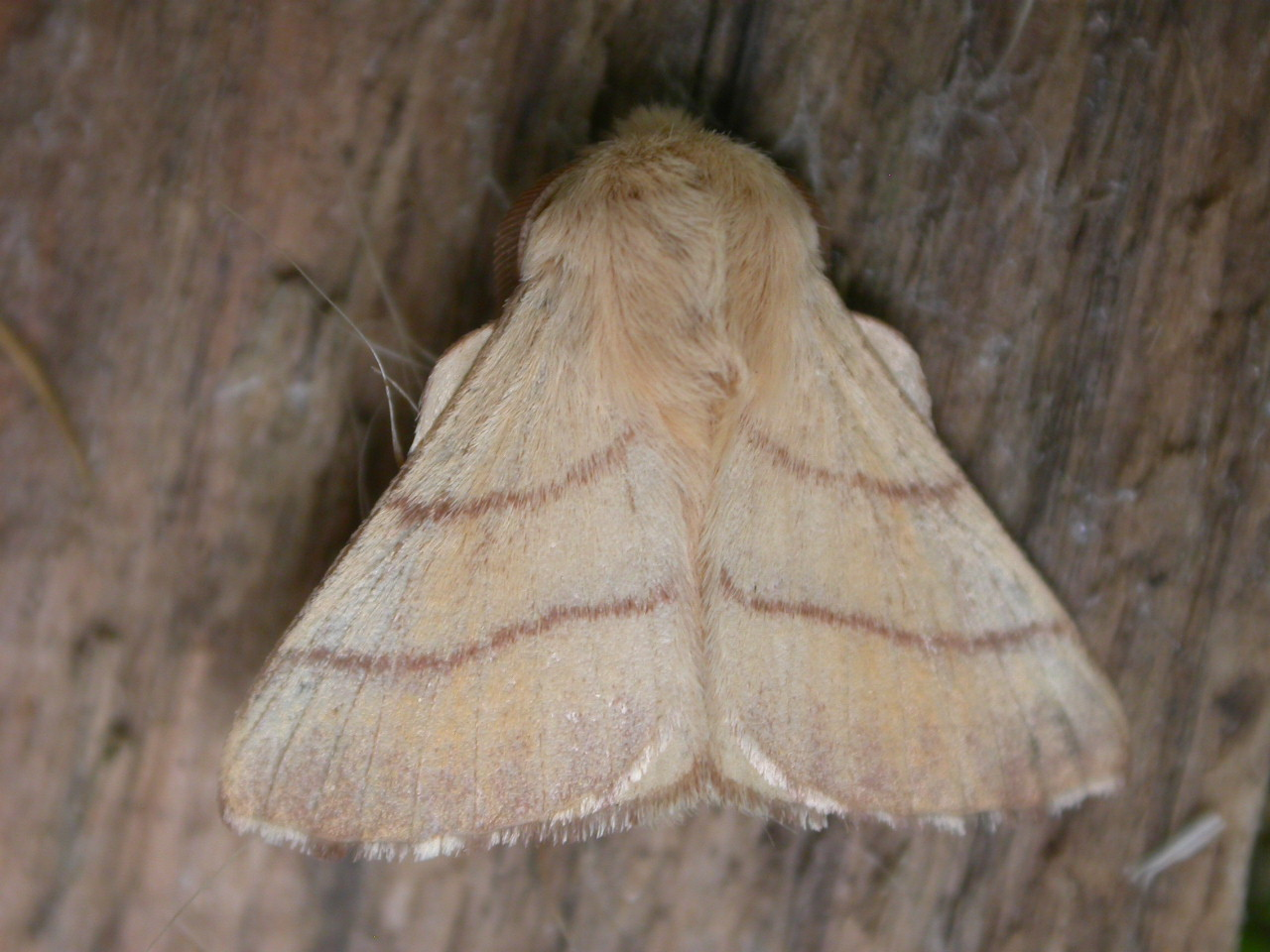
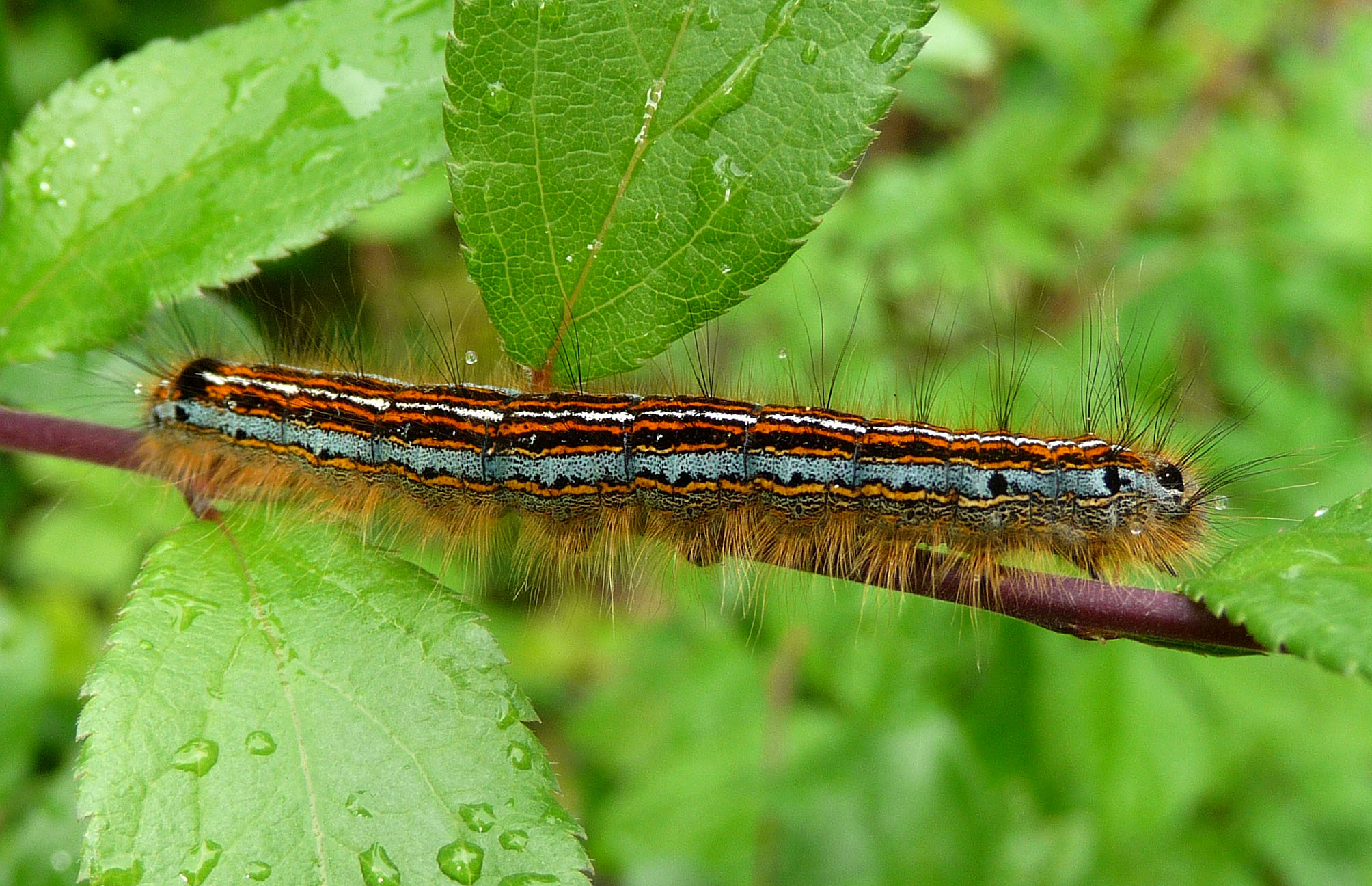